# Linh hồn tượng đá
Linh hồn tượng đá là một ca khúc nhạc vàng nổi tiếng của nhóm nhạc sĩ Lê Minh Bằng. Ca khúc sáng tác vào thập niên 1970 theo thể điệu Blues và được ký dưới bút danh Mai Bích Dung.

## Hoàn cảnh sáng tác
Kể về hoàn cảnh sáng tác ca khúc này nhạc sĩ Lê Dinh kể rằng, một ngày cuối tuần vào năm 1970, 3 người gồm nhạc sĩ Lê Dinh, Minh Kỳ và Anh Bằng rủ nhau đi ô tô đến Vũng Tàu chơi cho khuây khỏa và cũng để tìm cảm hứng sáng tác.
 Khi xe chúng tôi đến Bãi Trước, chỗ Ty Bưu Điện, chúng tôi thấy ba cô gái mặc áo dài đang đi dưới nắng trưa của Vũng Tàu. Anh Anh Bằng lái xe. Anh Minh Kỳ ngồi phía trước. Bất ngờ anh Minh Kỳ nói với anh Anh Bằng: “Bằng, Bằng dừng xe lại cho ba cô đó lên xe đi chung với mình. Tội quá, nắng như vầy mà ba cô đi bộ tội nghiệp quá”. Vì tính hơi nhác, anh Anh Bằng bảo: “Thôi, ông đi đi, tôi không đi đâu”. Anh Minh Kỳ nói: “Thôi, dừng xe lại để “moi” đi cho”. Nói rồi, anh Minh Kỳ xuống xe và không biết anh nói gì với ba cô đó mà ba cô vui vẻ, đồng ý lên xe. Đêm đó, chúng tôi về khách sạn, anh Anh Bằng là người đề xướng việc viết bài hát “Linh hồn tượng đá”, lấy tên tác giả là tên của ba cô ghép lại - Mai Bích Dung. Chúng tôi cùng hoàn tất bài hát ngay đêm đó”, nhạc sĩ Lê Dinh từng kể. 
Vì phía băng trước có nhạc sĩ Minh Kỳ ngồi, cho nên ba cô gái phải ngồi ở băng sau với nhạc sĩ Lê Dinh. Lúc này Lê Dinh hỏi tên ba cô gái và tại sao đi bộ dưới nắng trưa như vậy? Cô ngồi kế bên cho biết mình tên là Mai, cô kế là Bích và cô bên kia là Dung. Tất cả ba cô đều là sinh viên, đi Vũng Tàu tìm con sứa để về trường thí nghiệm.
Sau khi nhạc phẩm Linh hồn tượng đá được in ra, nhạc sĩ Anh Bằng đích thân mang đến ngôi trường ba cô gái đang học, tặng mỗi người một bản. Tất nhiên, các bản đều có chữ ký của cả ba chàng nhạc sĩ hào hoa. Chứng thực điều này, bà Dung - một trong ba người con gái của cái tên Mai Bích Dung từng cho biết, thời điểm năm 1970, bà cùng hai người bạn tên Mai và Bích đến Vũng Tàu, rồi vô tình gặp được ba chàng nhạc sĩ tài hoa.

## Ca sĩ thể hiện
Có nhiều ca sĩ trong và ngoài nước thể hiện ca khúc này. Chế Linh là người hát đầu tiên vào dĩa hát Asia Sóng Nhạc, sau này ca khúc được yêu thích qua tiếng hát của Thái Châu, Đan Nguyên và Tuấn Ngọc.